# Rudice u Blanska
Rudice (deutsch Ruditz) ist eine Gemeinde in Tschechien. Sie liegt sieben Kilometer südöstlich von Blansko und gehört zum Okres Blansko.

## Geographie
Rudice befindet sich auf einer Hochebene im Drahaner Bergland. Das Dorf liegt im Landschaftsschutzgebiet ChKO Moravský kras. Östlich von Rudice verschwindet der Bach Jedovnický potok durch den Abgrund Rudické propadání (Hugohöhlen) im Tumperek. Im Nordosten erhebt sich die Strážná (538 m), östlich der Tipeček (543 m), im Südosten der Tumperek (Tomberg, 552 m) und die Jedlová (563 m), südwestlich der Košův žlíbek (510 m), im Westen die Pokojná (501 m) und nordwestlich der Polom (469 m). Nördlich befindet sich die mittelalterliche Wüstung Rohrbach, südöstlich die Wüstung Tipeček und im Westen die Wüstung Polom.
Nachbarorte sind Lažánky und Harbech im Norden, Vilémovice und Jedovnice im Nordosten, Chaloupky, Stará Huť und Olšovec im Osten, Rakovec, Bukovinka und Bukovina im Südosten, Křtiny und Habrůvka im Süden, Josefov und Huť Františka im Südwesten, Olomučany und Klepačov im Westen sowie Blansko, Arnoštov und Márovky im Nordwesten.

## Geschichte

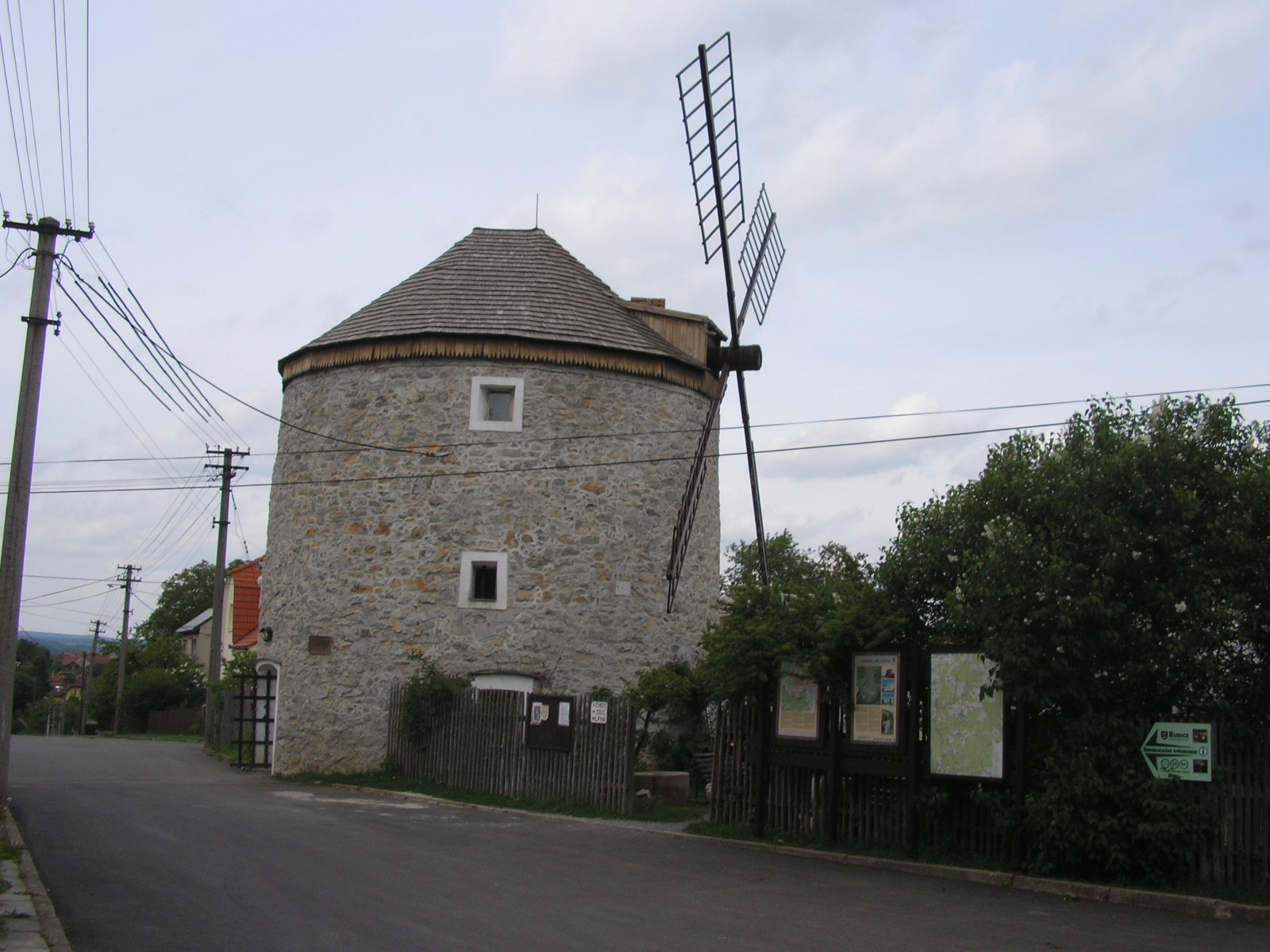
Windmühle in Rudice

Rudice wurde wahrscheinlich zu Beginn des 9. Jahrhunderts während der slawischen Kolonisation der Gegend als Siedlung von Köhlern und Hüttenleuten gegründet. Nach 1180 siedelten sich in dem Ort auch Bauern an. Die frühen Ortsbezeichnungen Roda, Rota, Rodica und Rotica haben ihren Ursprung in dem alten Eisensteinbergbau. Der älteste Teil des heutigen Dorfes wurde im Jahre 1247 angelegt. Während die bäuerlichen Bewohner von Rudice erbuntertänig waren, genoss der Bergstand Freiheiten. Im Jahre 1350 wurde Rudice an Heralt von Kunstadt und Lissitz verpfändet. 1414 kaufte der Vladike Jakub von Rudice die Güter, er bewohnte den Hof Rudice bis 1454. Nachdem im Jahre 1450 der Eisenbergbau von Rudice erloschen war, erteilte Ladislaw Jagiello 1506 Beneš Černohorský von Boskowitz erneut ein Bergrechtsprivileg. Im Laufe der Zeit wechselten sich zahlreiche Adelsgeschlechter als Besitzer der Herrschaft ab. 1601 erwarb Bernhard Drnovský das Gut Jedovnice einschließlich Rudice und schloss es an die Herrschaft Rájec an. Während des Dreißigjährigen Krieges wurde die Gegend 1645 von schwedischen Truppen geplündert. Nach dem Erlöschen des Geschlechts Drnovský fielen deren Güter den Grafen zu Rogendorf und Mollenburg zu. 1746 erwarb Anton Josef Altgraf von Salm-Reifferscheidt die Herrschaft durch Heirat. Im Jahre 1781 hatte das Dorf 236 Einwohner. Die Altgrafen von Salm-Reifferscheidt besaßen zu dieser Zeit auf Grund einer kaiserlichen Dekretes das Monopol der Gusseisenproduktion in Österreich-Ungarn. Hugo Franz Altgraf zu Salm-Reifferscheidt führte zu Beginn des 19. Jahrhunderts die Eisenhütten Starohraběcí huť, Mariánská huť, Klamovka huť, Františka huť und Hugova huť und die Ruditzer Eisenhütte an den Hugohöhlen zu einer wirtschaftlichen Blüte. Östlich des Dorfes entstand in Augezd eine Hammerwerkskolonie und im Jahre 1836 lebten in Ruditz 512 Menschen.
Nach der Aufhebung der Patrimonialherrschaften bildete Rudice/Ruditz ab 1850 eine Gemeinde in der Bezirkshauptmannschaft Boskowitz. 1860 erreichte der Ruditzer Eisenerzbergbau mit einer Fördermenge von 175.000 Zentnern Erz seinen absoluten Höhepunkt. Rudice hatte 1893 867 Einwohner, im Jahre 1927 waren 1024. 1948 wurde Rudice dem Okres Blansko zugeordnet. 1993 lebten in Rudice nur noch 772 Menschen. Im Jahre 2008 waren es wieder 897.

## Gemeindegliederung
Für die Gemeinde Rudice sind keine Ortsteile ausgewiesen. Zu Rudice gehört die Ortslage Tumperek (Tomberg).

## Sehenswürdigkeiten
- Holländerwindmühle, die 1865 errichtete Mühle wurde bis 1945 betrieben, heute dient sie als Museum der Speläologie, Mineralogie, des Bergbaus und Hüttenwesens sowie zur Ortsgeschichte
- Salmkreuz
- Kapelle des hl. Antonius von Padua
- Kapelle der hl. Barbara
- Naturdenkmal Mokřad pod Tipečkem, südöstlich von Rudice
- Rudické propadání (Hugohöhlen), 153 tiefer Ponor des Jedovnický potok östlich des Dorfes, das 12 Kilometer lange Höhlensystem steht mit der Höhle Býčí skála in Verbindung, erstmals erkundet wurden die Höhlen im Jahre 1802 im Auftrag von Hugo Franz Altgraf zu Salm-Reifferscheidt, nach dem sie später auch benannt waren. Der Jedovnický potok fällt über eine Kaskade von Wasserfällen in 86 m Tiefe, einer der Wasserfälle ist mit einem Höhenunterschied vom 35 Metern der höchste in Tschechien.
- Naturdenkmal Habrůvecká Bučina, südwestlich des Ortes
- Gedenkstein der Royal Air Force, errichtet von drei Einwohnern die an der Luftschlacht um England teilgenommen haben
- Karstdepression Žegrov, am südwestlichen Ortsrand